# Stefan Buzurović
Stefan Buzurović (Beograd, 21. avgust 1985) srpski je pozorišni, televizijski i filmski glumac i TV voditelj.

## Biografija
Stefan Buzurović je rođen u Beogradu. Nakon završene srednje medicinske škole završio je Akademiju umetnosti u Beogradu u klasi profesora i glumca Predraga Ejdusa. Njegova prva uloga je u filmu Ruski car (1993), a zatim je poneo jednu od glavnih uloga u seriji Radio-televizije Srbije Neki novi klinci (2002-2003). Nakon toga pojavljuje se u mnogim televizijskim serijama. Pored toga, Stefan je pozorišni glumac. U pozorištu Dadov igra u predstavama „Bolje jesti kolače umesto muškaraca“, „Zajedno sami“ (po knjizi Marka Šelića) i „Orkestar Titanik“. U pozorištu Atelje 212 igra u predstavi „Kosa“ dok u Narodnom pozorištu u Beogradu igra u mnoštvo predstava. Bio je voditelj emisije „TV Čorba“” na TV B92 kao i emisije Auto moto show na istoj televiziji najpre  sa   Anjom Mit, a potom sa suprugom Danijelom Buzurović sa kojom ima sina Nestora i kćerku Klaru.

## Uloge
| God.       | Naziv                             | Uloga                    |
| ---------- | --------------------------------- | ------------------------ |
| 1990.e     |                                   |                          |
| 1993.      | Ruski car                         | Natalijin unuk           |
| 2000.e     |                                   |                          |
| 2003.      | Neki novi klinci                  | Packe                    |
| 2007.      | Kod nas jedu pse                  | Ivan Tristić             |
| 2008       | Moj rođak sa sela                 | Vojnik 3                 |
| 2009.      | Ono kao ljubav                    |                          |
| 2010.e     |                                   |                          |
| 2010.      | Valentine's Day                   | Stefan                   |
| 2010-2011. | Miris kiše na Balkanu (TV serija) | Atleta                   |
| 2012.      | Lockout                           | LOPD Pilot 2             |
| 2012-2013  | Vojna akademija (TV serija)       | Srđan                    |
| 2012.      | Larin izbor                       | Ognjan Ivanov            |
| 2017.      | Vrati se Zone                     | Amet                     |
| 2017—2019. | Istine i laži                     | Pavle Filipović          |
| 2019-2022. | Junaci našeg doba                 | advokat Jovan Sretenović |
| 2021.      | Radio Mileva                      | Teo                      |

## Pozorište
| Pozorišne uloge                     | Pozorišne uloge    | Pozorišne uloge | Pozorišne uloge               |
| Naziv                               | Režija             | Uloga           | Pozorište                     |
| Zajedno sami                        | Darijan Mihajlović | Raša            | DADOV                         |
| Prizori egzekucije                  | Marko Manojlović   |                 | Narodno pozorište u Beogradu  |
| Orkestar Titanik                    | Predrag Ejdus      |                 | DADOV                         |
| Nova Strad                          |                    |                 | Narodno pozorište u Beogradu  |
| Milin poslić                        | Ivan Jevtović      |                 | Dečji kulturni centar Beograd |
| Kosa                                | Kokan Mladenović   |                 | Atelje 212                    |
| Kod kuće / kabul                    |                    |                 | Narodno pozorište u Beogradu  |
| Figarova ženidba i razvod           | Slobodan Unkovski  |                 | Narodno pozorište u Beogradu  |
| Bolje jesti kolače umesto muškaraca | Aleksandar Volić   | Oliver          | DADOV                         |
| ----------------------------------- | ------------------ | --------------- | ----------------------------- |

## Spoljašnje veze
- Stefan Buzurović na sajtu  (jezik: engleski)
- Kampanja "Preokret"